# Teresa Lostau i Espinet
Teresa Lostau i Espinet (Barcelona, 20 de agosto de 1884 - 12 de julio de 1923) fue una pintora y ceramista catalana activa a principios del siglo XX.

## Biografía
Era hija de Baldomer Lostau y Prados, político republicano y de Josefa Espinet y Carrau, naturales de Barcelona. Estudió en la Escola de Llotja donde estableció amistad con artistas como Lola Anglada o Pilar González Pellicer. Posteriormente hizo de profesora de arte en la Escuela Mont d'Or de Sarriá (Barcelona), fundada por Joaquim Torres-Garcia. 
En 1906 conoció Xavier Nogués mientras decoraban los interiores de La Pedrera, con quien coincidió en 1917 durante la decoración de la casa de Lluís Plandiura y con quien se casó el 20 de enero de 1921. Desde entonces colaboró en la gran parte de encargos recibidos por Nogués para decoración de interiores, entre los cuales destacan las pastelerías Riera, los plafones de Can Culleretes, y unos murales para una bodega de Pinell del Brai.
En el año 1910 participó en la Exposición de retratos y dibujos antiguos y modernos organizada por el Ayuntamiento de Barcelona, que se hizo en el Palau de Belles Arts de la ciudad. Al año siguiente lo hacía en la VI Exposición internacional de arte, en el mismo espacio, presentando una aguada titulada Flores. Igualmente, consta entre los artistas de la Exposición de arte barcelonesa del año 1918.
Formó parte del grupo del entorno de Torres García junto con Manolita Piña, Torres Amat, Carme Casanovas, Martí Casanovas, Josep M. Marqués-Puig, Josep Obiols, Lluís Puig y Jaume Querol.
Murió el julio de 1923, de tuberculosis. Joan Salvat-Papasseit le dedicó el poema "Llegenda", incluido en La gesta dels estels.